# Herscheid
Herscheid település Németországban, azon belül Észak-Rajna-Vesztfália tartományban. Lakosainak száma 6917 fő (2023. december 31.). Herscheid Plettenberg és Werdohl községekkel határos.

## Fekvése
Pettenberg nyugati szomszédjában fekvő település.

## Galéria

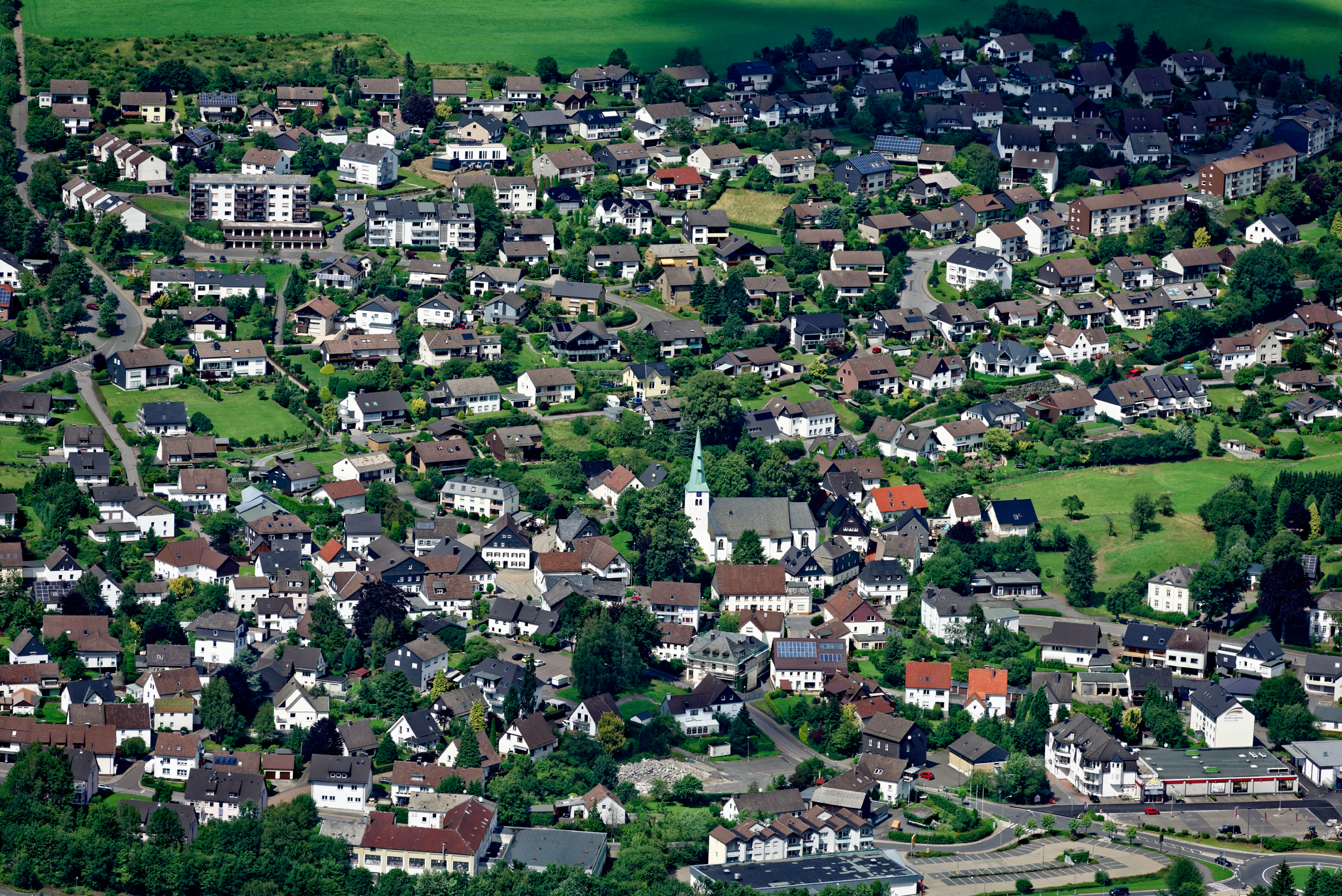
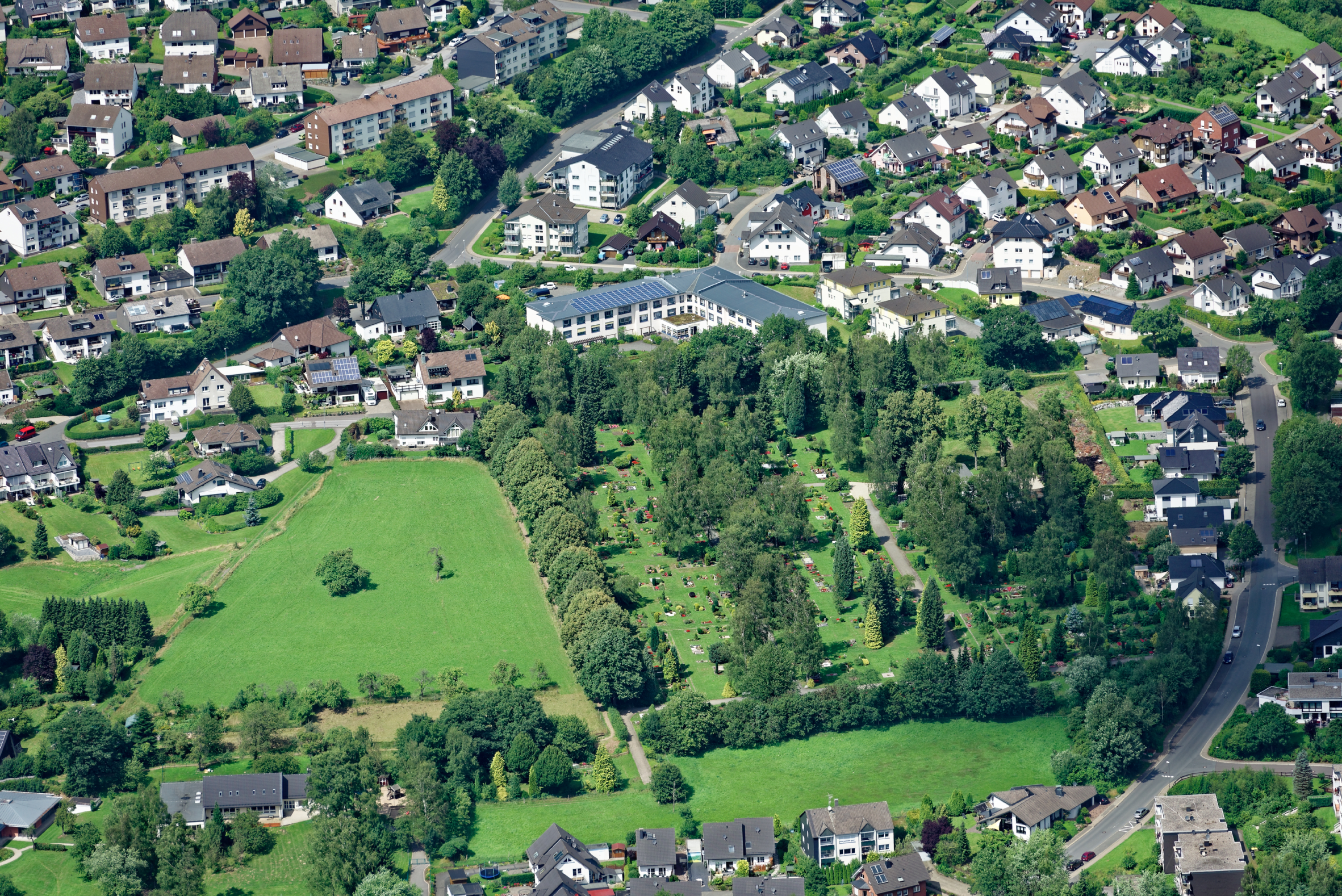
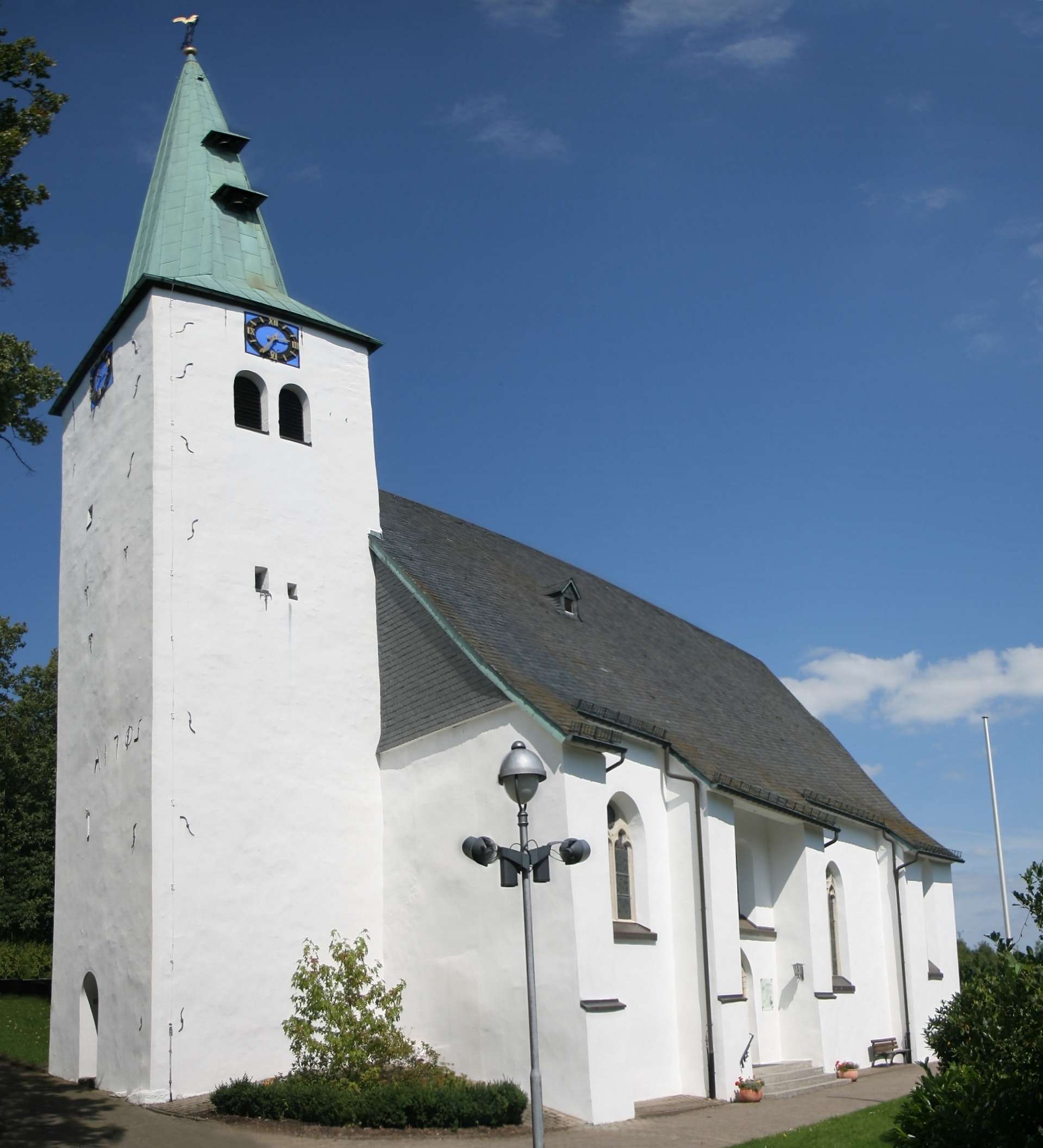
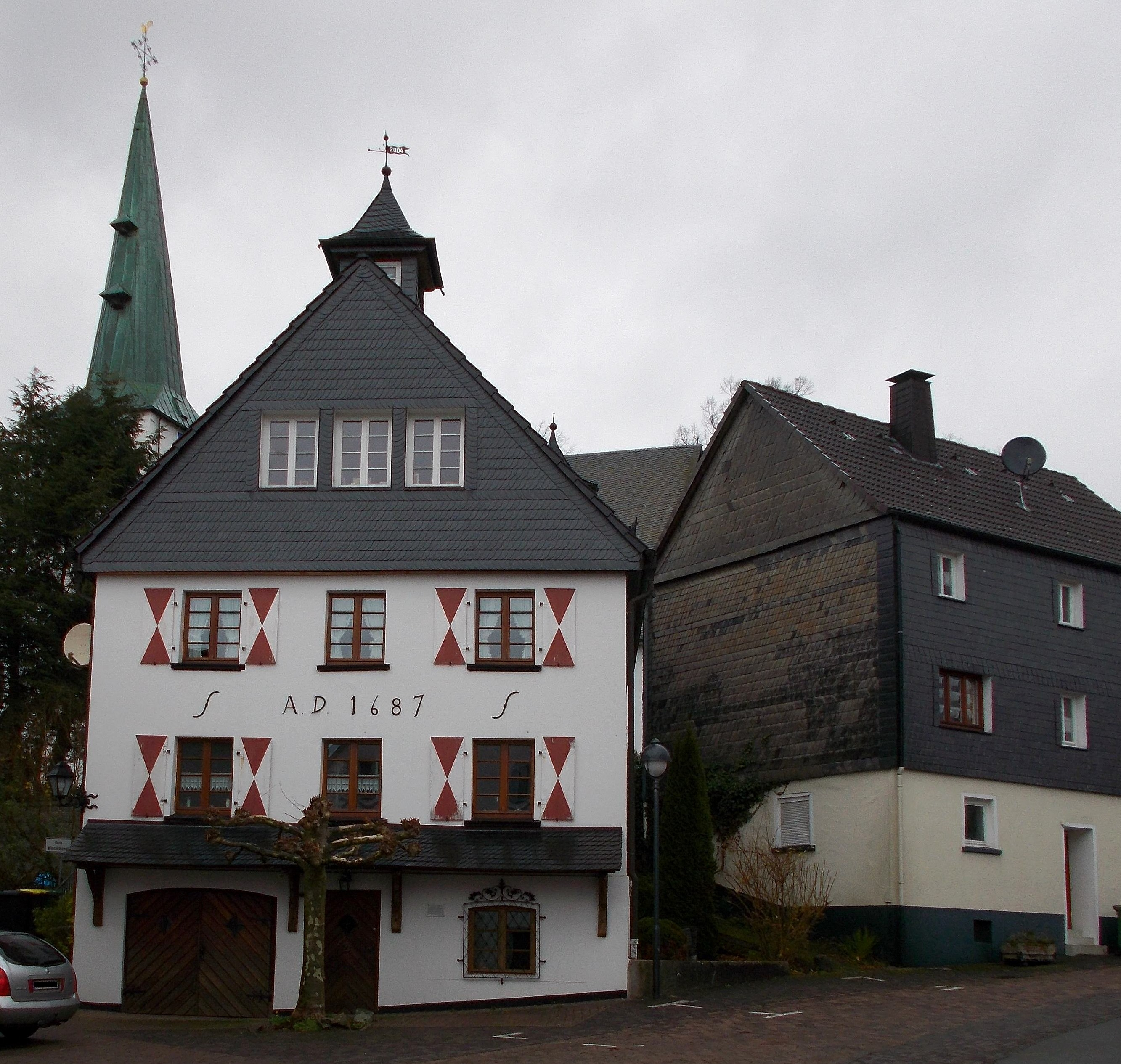
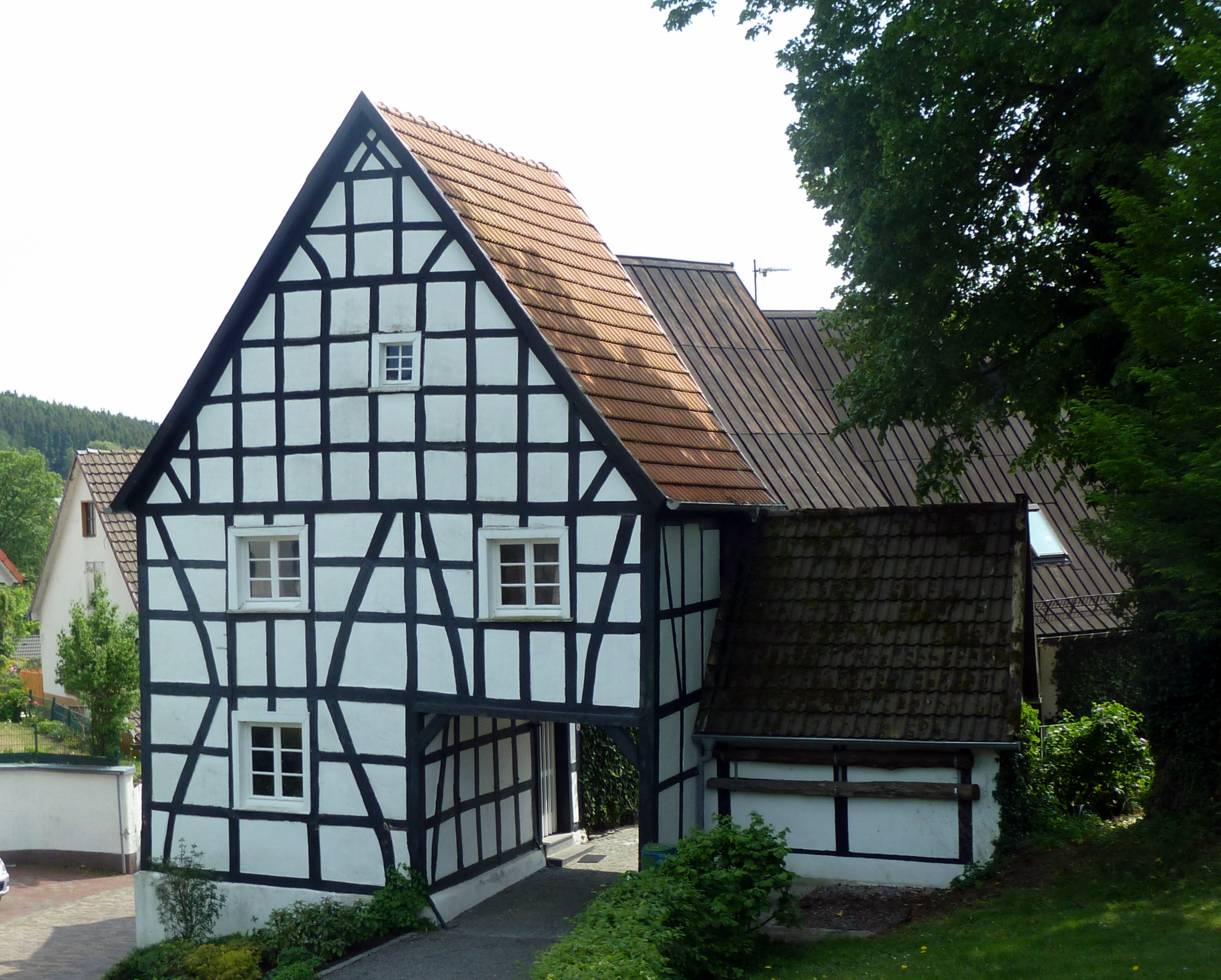
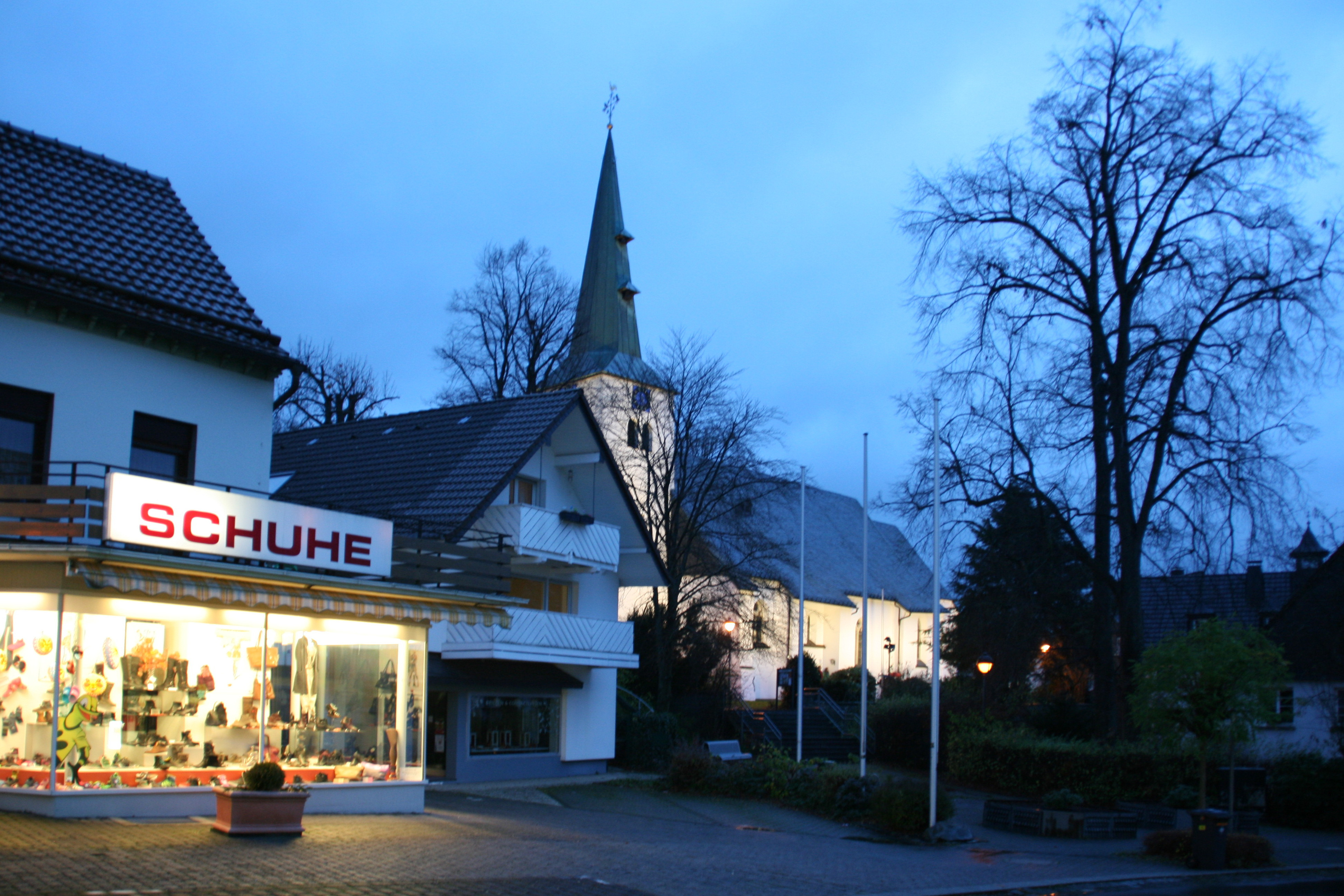

## Népesség
A település népességének változása:
| Lakosok száma | 6124 | 7052 | 6977 | 6933 | 6954 | 6917 |
|               | 1975 | 2017 | 2019 | 2021 | 2022 | 2023 |